# دستة مناديل (فلم)
دستة مناديل (وتعني علبة مناديل أو مجموعة مناديل) هو فيلمٌ مصريٌ أُنتج عام 1954.

## قصة الفيلم
أمين عبد الله (كارم محمود) مكوجي (يكوي الملابس) يعيش في حي شعبي مع أخته أمينة (نجاح سلام)، وقد فتح محلاً لكي الملابس في حي القبة. يهوى أمينُ عزيزة (سميحة توفيق)، وهي فنانة استعراضية، وقد سعد جداً عندما سكنت في الفيلا المقابلة لمحله، وهي فيلا فاخرة اشتراها لها الثري عبد القادر (حسن فايق)، وهو ينفق على عزيزة لكي يتخذها خليلةً له، وهي ترفض أن تكون خليلةً لأحد. في حين أنها تُعجب بأمين الذي أبدى استعداده للزواج منها.
في المقابل، فإن أمينة، أخت أمين، تحب إبراهيم (إسماعيل ياسين)، المحولجي في السكة الحديدية (يُغير مسارات القطارات).
كذلك حميدة (لولا عبده)، أخت إبراهيم المحولجي، تحب السبّاك برقع (سعيد أبو بكر). وهو سباك يأتي لفيلا الفنانة عزيزة أكثر من مرة، مدعياً إصلاح الأعطال، فتقوم عزيزة بإعطاءه النقود لتتخلص منه. وفي إحدى هذه المرات اكتشف أن الخادمة سلفانا (سلفانا) قد سطت على كثير من النقود والمجوهرات، ووضعتها في علبة، فأخذ برقع العلبة، واستخدمها ليتزوج حبيبته حميدة.
بعد أن فشل الثري عبد القادر باستمالة عزيزة، يقوم بمساعدة الخادمة سلفانا في تصوير أمينة، أخت أمين، في وضع يظهرها كأنها عشيقة عبد القادر، وهو غير صحيح، ثم يستخدم الصورة في ابتزاز عزيزة، فتقبل الزواج منه. وعندما كان يستعد للزواج من عزيزة. يقوم إبراهيم وخطيبته أمينة بإحضار زوجة عبد القادر الأولى للحفل، فما كان من عبد القادر إلاّ أن وافق على زواج المكوجي أمين من الفنانة عزيزة.

## أبطال الفيلم
- كارم محمود: في دور أمين المكوجي، حبيب عزيزة، وأخ أمينة.
- نجاح سلام: في دور أمينة، أخت أمين، وخطيبة إبراهيم المحولجي.
- إسماعيل ياسين: في دور إبراهيم المحولجي، خطيب أمينة، وأخ حميدة.
- لولا عبده: في دور حميدة، أخت إبراهيم، وخطيبة برقع السباك.
- سعيد أبو بكر: في دور برقع السباك، خطيب حميدة، وأخ عزيزة.
- حسن فايق: في دور الثري عبد القادر، الذي يريد الاستحواذ على عزيزة.
- عبد السلام النابلسي: في دور جاكو، أخو سلفانا العاطل عن العمل، وهو صديق عبد القادر.
- سيلفانا: في دور سلفانا، خادمة عزيزة التي تسرق ضيوف عزيزة.
- حسن أتلة: مساعد المكوجي أمين.

## أغاني الفيلم
ألف أغاني الفيلم كلٌ من فتحي قورة، ويوسف صالح، ولحنها كلٌ من كارم محمود، وأحمد صدقي، وأحمد صبرة، وعزت الجاهلي، وغناها كلٌ من كارم محمود، ونجاح سلاّم، ومحمد عبد المطلب، وسميحة توفيق.
من أشهر أغاني الفيلم أغنية برهوم حاكيني، التي لحنها فيلمون وهبي (لم يُذكر اسمه في عناوين الفيلم)، وقد غنتها نجاح سلام قبل الفيلم، ثم وُضعت الأغنية في الفيلم استغلالاً لنجاحها.

## وصلات خارجية
- مقالات تستعمل روابط فنية بلا صلة مع ويكي بيانات

## مصدر
صفحة الفيلم على قاعدة بيانات الأفلام العربية، ومشاهدة الفيلم.